# Matej Poplatnik
Matej Poplatnik (Liubliana, 15 de julio de 1992) es un futbolista esloveno que juega en la demarcación de delantero para el NK Bravo de la Primera Liga de Eslovenia.

## Selección nacional
Tras jugar en las categorías inferiores de la selección, finalmente hizo su debut con la selección absoluta de Eslovenia el 20 de enero de 2024 contra Estados Unidos en un partido amistoso que finalizó con un resultado de 0-1 a favor del combinado esloveno tras el gol de Nejc Gradišar.

## Clubes
| Club                          | País      | Año       | Partidos | Goles |
| ----------------------------- | --------- | --------- | -------- | ----- |
| NK Kranj                      | Eslovenia | 2010-2012 | 45       | 31    |
| NK Triglav Kranj              | Eslovenia | 2012-2013 | 40       | 5     |
| NK Kranj (cedido)             | Eslovenia | 2013      | 3        | 1     |
| NK Triglav Kranj              | Eslovenia | 2014-2015 | 43       | 22    |
| FC Montana                    | Bulgaria  | 2015      | 16       | 0     |
| NK Triglav Kranj              | Eslovenia | 2016-2018 | 73       | 50    |
| Kerala Blasters FC            | India     | 2018-2019 | 16       | 4     |
| Kaposvári Rákóczi FC (cedido) | Hungría   | 2019-2020 | 6        | 0     |
| Livingston FC                 | Escocia   | 2020-2021 | 25       | 3     |
| Raith Rovers FC (cedido)      | Escocia   | 2021-2022 | 44       | 11    |
| ND Ilirija 1911               | Eslovenia | 2022-2023 | 25       | 24    |
| NK Bravo                      | Eslovenia | 2023-     | 76       | 31    |